# Nicolaas Simon van Winter

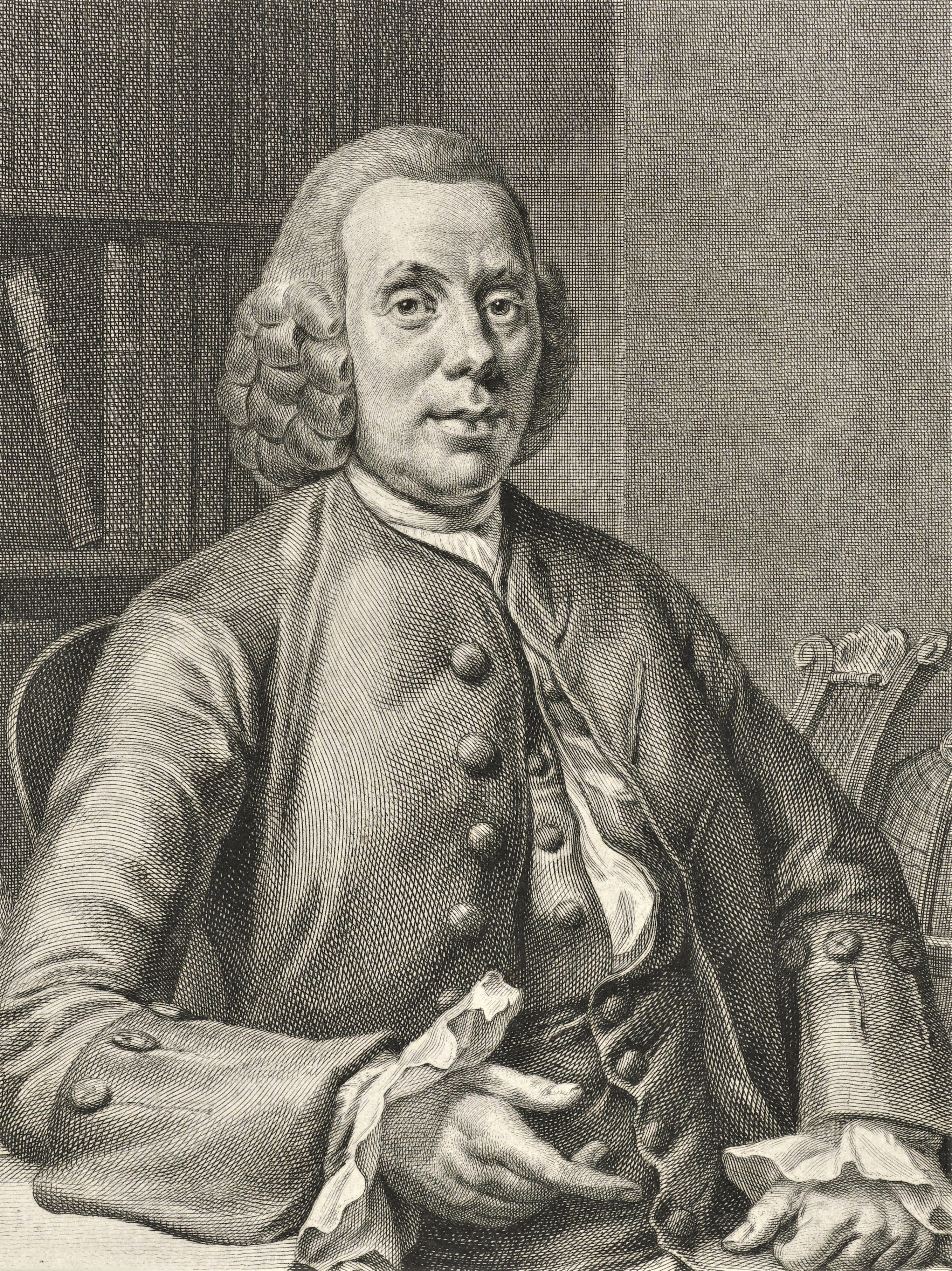
Portret van Nicolaas Simon van Winter, Jacob Houbraken, naar Hendrik Pothoven, 1773

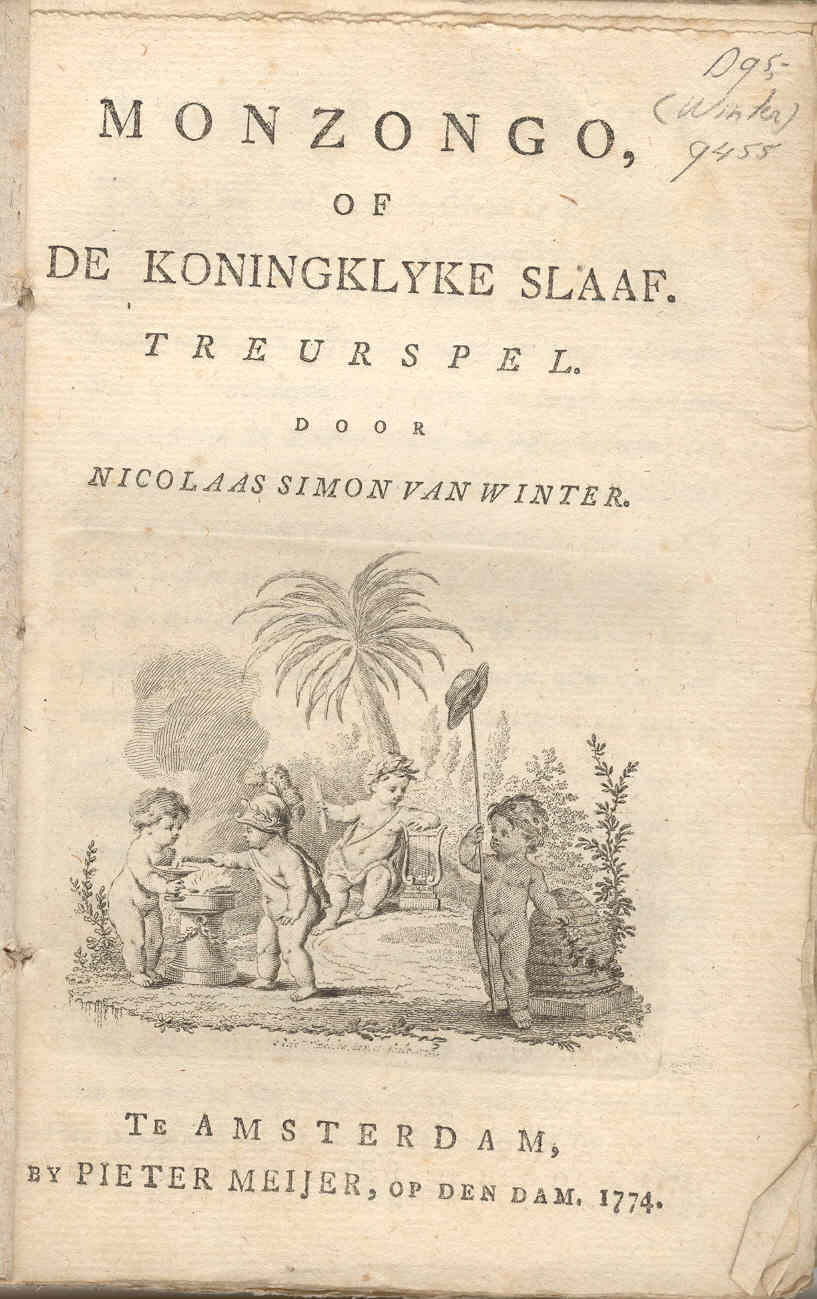
Koloniale literatuur over de slavernij: Monzongo (1774) van Nicolaas Simon van Winter

Nicolaas Simon van Winter (Amsterdam, 26 december 1718 - 19 april 1795) was een handelaar in indigo en verfstoffen, toneelschrijver en dichter.
Hij publiceerde in 1774 het eerste Nederlandstalige anti-slavernij-toneelstuk, getiteld Monzongo, of de koninklijke slaaf, een treurspel, waarin de afschaffing van de slavernij ter sprake kwam.

## Biografie
Nicolaas Simon was een zoon van Pieter van Winter (1689-1776) en Elisabeth van Leeuwarden (1694-1746). Hij groeide op aan de Herengracht, in een pand niet ver van de Leidsegracht. In 1744 trouwde hij met Johanna Muhl (-1768). Zijn schoonmoeder was de dichteres Agatha Maria Sena. Het echtpaar woonde in de Wolvenstraat, waar Nicolaas op 4 november 1745 voor Hfl. 11.000 een huis had gekocht. In 1745 lieten zij hun enige kind Pieter gereformeerd dopen, Johanna is ziekelijk en de laatste tien jaar van haar leven is ze bedlegerig. Johanna Muhl schreef een gelegenheidsgedicht.
Hij werd lid van het voornamelijk uit doopsgezinden bestaande Donderdagsgenootschap, een dichtgenootschap van Jacob Muhl, een oom van zijn vrouw, dat aanvankelijk op maandag bij elkaar kwam. Andere leden: Lucas Pater, Dirk Willink, Bernardus de Bosch, Pieter van Winter, Anthony Hartsen, Hermanus Asschenberg. Van Winter hertrouwde 9 maanden na het overlijden van Johanna Muhl in 1768 met Lucretia Wilhelmina van Merken (1721-1789), een vriendin van zijn overleden echtgenote die hij in de kring van uitgever Pieter Meijer had leren kennen toen hij in 1755 aan zijn grote gedicht de Amstelstroom werkte. Met haar was hij een van de productiefste dichters in het in 1760 anoniem publicerende genootschap Laus Deo Salus populo waarin 26 gedichten van zijn hand. In deze vrijzinnige vernieuwing van het kerkgezang verkondigde hij een blijmoedig en menslievend geloof.
Zijn omgang met uitgever Pieter Meijer is meer dan een vriendschap: Meijer benoemde hem in 1773 tot voogd van zijn kinderen. Van Winter had zijn aanstaande geheel in stijl met een gedicht ten huwelijk gevraagd. Van Merken antwoordde eveneens met een gedicht. Beiden verkopen hun huis en het echtpaar begint een nieuw leven aan de ‘oostzijde’ de even kant van de Keizersgracht, ergens tussen de Leidsegracht en de Leidsestraat. In het voorjaar van 1773 besloot het echtpaar vanwege de gezondheidsklachten van Nicolaas tot de aankoop van een buitenplaatsje in Leiderdorp, Bijdorp, gelegen op de Hoge Rijndijk nabij Zoeterwoude Rijndijk. Daar zouden ze tot Lucretia's overlijden in 1789 ieder jaar van half maart tot half september verblijven. Dat betekende dat het ieder jaar weer een grote onderneming was om van Amsterdam naar Leiderdorp te verhuizen.   In 1774 werden Van Winter en zijn echtgenote tot ereburgers van Leiden benoemd, nadat zijn echtgenote een toneelstuk over Leidens Ontzet had gepubliceerd.
In 1783 besloot het echtpaar, zeer tegen de zin van zoon Pieter, om voorgoed in Leiden te gaan wonen. Het echtpaar Van Winter-Van Merken verhuisde in 1783 naar Rapenburg 41 in Leiden. Toen hij in 1795 overleed werd zijn lijk van Leiden naar Amsterdam overgebracht om daar in de Oude Kerk bij Lucretia van Merken te worden begraven. Bij zijn dood werd hij onder meer door J.F. Helmers met een gedicht herdacht.
Kort na het huwelijk deed Van Winter zijn handel in verfstoffen in Amsterdam over aan zijn zoon Pieter van Winter, handelspartner van Jacob Muhl. Na zijn huwelijk behoorde hij al snel tot de rijkste inwoners van de stad en ontwikkelde hij zich tot een belangrijk kunstverzamelaar.

## Letterkundig werk
Na de Amstelstroom in 1755, nam hij in 1757 het initiatief tot het oprichten van Laus Deo, Salus Populo, (De lof aan God strekt tot heil van het volk) een geheim dichtgenootschap, bestaande uit acht remonstrantse en doopsgezinde dichters  – onder wie Lucretia van Merken.  
De leden van Laus Deo, Salus Populo, met achter hun naam het aantal bijdragen aan de bundel, waren: N.S. van Winter (26), H. Asschenberg (15), B. de Bosch (10), A. Hartsen (16), L. Pater (19), H. J. Roullaud (19), P. Meijer (6), Lucretia van Merken (later Van Winter-van Merken) (39). Die bundel bevatte de suggestie dat de mens door goed te doen een plaats in de hemel kon bereiken. In orthodoxe kringen was de bundel slecht ontvangen omdat er veel uitdrukkingen in voorkwamen ‘die zeer beswaarlijk met de ware leere van de verdorvenheid onser nature, de onvolmaaktheid der heiligen in dit leven sijn overeen te brengen. De berijming van Laus werd in 1782 door de doopsgezinden overgenomen.
Vanaf 1770 werkte hij met zijn vrouw en de andere dichters van Laus Deo onder leiding van Johannes Lublink aan een nieuwe zangbundel voor de lutherse gemeente, die bekend zou worden als de Consistoriale Bundel. Verschillende van de gezangen van het echtpaar Van Winter werden  door de kerkenraad verminkt. De bundel was in 1775 klaar, maar verscheen door alle discussies pas in 1779. Nicolaas had zijn originele versies echter bewaard en zou ze in 1792 in De Waare Geluksbedeeling publiceren. Uit die gedichten spreekt een vrijzinnige toon die tot uiting komt in de boodschap dat God de mensheid de opdracht heeft meegegeven om de wereld tot een betere plaats te maken. 
Nicolaas Simon maakte verder furore met het toneelstuk Monzongo, of de koninklijke slaaf, een romantisch treurspel (1774), het eerste Nederlandstalige toneelstuk waarin afschaffing van de slavernij werd bepleit. Het zou tot diep in de negentiende eeuw gespeeld worden, maar heeft helaas op de praktijk van de Nederlandse slavenhandel nauwelijks effect gehad. Het toneelstuk onderscheidde zich van de gangbare toneelvoorstellingen omdat het in de zaal tot bijzonder heftige taferelen leidde. Daarvan is een aantal ooggetuigenverslagen bewaard gebleven. Ook Nicolaas’ tweede toneelstuk, Menzikoff (1786) was succesvol en ook dat toneelstuk leidde tot heftige emotionele taferelen tijdens de uitvoeringen. In beide werken propageerde hij dezelfde thema’s : vrijheid, gelijkheid, menslievendheid en een onbevooroordeelde eerlijkheid. Van Winter en zijn vrouw gaven hun toneelwerken gezamenlijk uit in twee delen Tooneelpoëzij (1774, 1786). Samen met zijn vrouw beschreef hij hun lotgevallen met hun uitgever Pieter Meijer in een niet voor publicatie bestemd letterkundig testament. Daaruit blijkt dat zij nooit enige vergoeding voor hun werk hebben ontvangen en dat de hoge verkoopcijfers van hun werk de uitgever rijk hadden gemaakt. Hij beschreef uitgebreid zijn lotgevallen met de Amsterdamse uitgever en zijn nabestaanden over het auteursrecht, dat pas honderd jaar later op bevredigende wijze zou worden geregeld.

## Werken
- De Amstelstroom (1755)[14]
- De Jaargetijden (1769), een vertaling van Seasons door James Thomson (1700-1748), een werk dat door Joseph Haydn is gebruikt voor zijn oratorium, die Jahreszeiten.
- Monzongo, of de koninklijke slaaf, een treurspel (1774)
- Menzikoff, (1786) een treurspel gebaseerd op het leven van de favoriet van tsaar Peter de Grote: Aleksandr Mensjikov, een straathandelaar die een snelle carrière maakte, en na de dood van Peter het land twee jaar lang in z'n eentje bestuurde, om vervolgens als balling naar Siberië te worden getransporteerd.
- De Waare Geluksbedeeling  (1792)